# Corti stellari
Corti stellari è un film a episodi del 1997 che raccoglie una serie di cortometraggi. Ognuno dei dieci episodi è diretto da un regista diverso. Il film è distribuito dall'Anica.

## Trama
- Little Rock:
- Effetto:
- La misura dell'amore:
- Furto con destrezza:
- Shit!:
- Baci proibiti:
- Scorpioni:
- Clinicamente fabbro:
- Doom:
- Dove:

## Produzione
Al progetto voluto da Anica e Unics hanno partecipato registi che poi hanno esordito nei successivi anni con lungometraggi e documentari: Federico Cagnoni, Matteo Pellegrini, Francesco Falaschi, Francesco Miccichè, Ago Panini, Lorenzo Vignolo, Davide Marengo.

## Seguiti
A questo film ne sono seguiti altri due: Il corto colpisce ancora e Il ritorno del corto. Il totale dei cortometraggi dei tre film è di 29. Altri registi e sceneggiatori che hanno partecipato alla realizzazione di questi film sono Michele Pellegrini, Antonella Ponziani, Antonello De Leo, Nina Di Majo, Vincenzo Scuccimarra.